# Báré
Báré település Romániában, Kolozs megyében.

## Fekvése
Kolozs megyében, Kolozsvártól északkeletre, Visa, Marokháza és Gyulatelke között fekvő település.

## Története
Báré nevét az oklevelek már 1279-ben említették Bare néven, mint a Tyukod nemzetség birtokát.
1279-ben IV. László király a települést a Tyukod nemből származó Sámson és Feenee fiainak adta.
1333-ban már népes település lehetett, mivel ekkor plébániatemploma is említve volt. Péter nevű papja ekkor a pápai tizedjegyzék szerint 30 dénárt és 1 garast fizetett.
1339-ben a Tyukod nembeli Gerendi Péter fia Miklós hagyta a falut unokáira Miklósra és Jakabra.
1441-ben már csak pusztaként volt említve.
1443-tól az elpusztult faluba görögkeletiek telepedtek le, 1467-ben már Oláh-Bare néven írták a falu nevét.
1468-ban a zsuki uradalom része volt, és a birtokot királyi adományként Csupor Miklós kapta meg.
1780 után a Kemény család birtoka volt.
1883. február 3-án a Mócs közelében lehullott meteorit szórásvidékébe esett Báré község is.